# سفارة كولومبيا في المكسيك
سفارة كولومبيا في المكسيك هي أرفع تمثيل دبلوماسي لدولة كولومبيا لدى المكسيك. تقع السفارة في مدينة مكسيكو وهي تهدف لتعزيز المصالح الكولومبية في المكسيك.

## وصلات خارجية
- قائمة سفارات كولومبيا
- قائمة السفارات في المكسيك